# Mars 1971

## Évènements
- Mars-avril : guérilla paysanne d’extrême gauche à Ceylan.

- 4 - 5 mars : la ville de Montréal reçoit 47 cm de neige alors que le reste du Sud du Québec reçoit jusqu'à 80 cm. C'était la tempête du siècle.

- 6 mars, (Formule 1) : Grand Prix automobile d'Afrique du Sud.

- 8 mars (Portugal) : sabotage de la base aérienne de Tancos à Vila Nova da Barquinha organisé par l’Ação Revolucionária Armada causant la perte totale d'une douzaine d'hélicoptères et d'avions légers et l'endommagement d'une douzaine d'autres de la force aérienne portugaise.

- 14 et 21 mars, France : élections municipales.

- 23 mars, France : en accord avec la famille du général de Gaulle, un Comité National, dont la présidence est confiée - à la demande de la famille - à Henri Duvillard, alors ministre des Anciens Combattants et Victimes de Guerre, est constitué en vue de l'érection à Colombey-les-Deux-Églises, dans le cadre choisi pour ses méditations par le général lui-même, d'un mémorial « à la mémoire du libérateur de la Patrie et du rénovateur de la République ».

- 25 mars : le général Yahya Khan, président du Pakistan, déclenche une opération militaire d’une violence extrême pour neutraliser les étudiants de l’Université de Dacca et arrêter les dirigeants de la Ligue Awami.

- 26 mars : proclamation d'indépendance du Bangladesh.

- 29 mars : révélation par le lieutenant William Calley du massacre en 1968 de tout un village vietnamien (massacre de Mỹ Lai).

- 31 mars, Canada : Paul Rose est condamné à perpétuité pour le meurtre de Pierre Laporte.

## Naissances
- 4 mars : Fergal Lawler, batteur irlandais du groupe The Cranberries.
- 7 mars : Rachel Weisz, actrice anglaise.
- 10 mars : Timbaland, producteur et chanteur américain.
- 11 mars : Johnny Knoxville, acteur américain.
- 12 mars : 
  - Luis Galarreta, homme politique péruvien.
  - Magali Baton, judokate française.
- 20 mars : 
  - Murray Bartlett, acteur américain.
  - Stéphane Heulot, coureur cycliste français.
- 22 mars : Julie Raynaud, animatrice de télévision française.
- 25 mars : Jeff Watson, homme politique canadien.
- 26 mars : Erick Morillo, DJ colombien († 1er septembre 2020).
- 27 mars :
  - Nathan Fillion, acteur canadien.
  - David Coulthard, pilote automobile écossais.
  - John Best, basketteur américain.
  - Grégori Dérangère, acteur français.
- 31 mars : Ewan McGregor, acteur écossais.

## Décès
- 3 mars : André-Julien Gremmel, peintre français (° 6 novembre 1899).
- 8 mars :
  - Harold Lloyd, comédien, américain (° 20 avril 1893).
  - Lucila Luciani de Pérez Díaz, historienne, écrivaine et féministe vénézuélienne (° 21 janvier 1882).
- 15 mars : Jean-Pierre Monseré, coureur cycliste belge (° 8 septembre 1948).
- 31 mars : Michael Browne, cardinal irlandais, maître général des dominicains (° 6 mai 1886).